# Faroa graveolens
Faroa graveolens är en gentianaväxtart som beskrevs av Baker.. Faroa graveolens ingår i släktet Faroa och familjen gentianaväxter. Inga underarter finns listade i Catalogue of Life.